# Neurotherapeutics
Neurotherapeutics ist eine wissenschaftliche Fachzeitschrift, die vom Springerverlag veröffentlicht wird. Die Zeitschrift ist das offizielle Publikationsorgan der American Society for Experimental NeuroTherapeutics und erscheint derzeit mit vier Ausgaben im Jahr. Es werden Arbeiten zum Thema translationale Neurowissenschaften veröffentlicht.
Der Impact Factor lag im Jahr 2014 bei 5,054. Nach der Statistik des ISI Web of Knowledge wird das Journal mit diesem Impact Factor in der Kategorie klinische Neurologie an 19. Stelle von 192 Zeitschriften, in der Kategorie Neurowissenschaften an 40. Stelle von 252 Zeitschriften und in der Kategorie Pharmakologie und Pharmazie an 21. Stelle von 254 Zeitschriften geführt.